# Joe Spinell
Joe Spinell; eigentlich Joseph J. Spagnuolo (* 28. Oktober 1936 in New York City, New York; † 13. Januar 1989 ebenda) war ein amerikanischer Schauspieler und Zeichner.

## Leben
Der in der New Yorker East Side aufgewachsene italienischstämmige Joe Spinell spielte schon als Jugendlicher am Theater und später in den 1960er Jahren in den Fernsehserien Naked City, N.Y. Confidential und zusammen mit Burt Reynolds in Hawk.
Anfang der 1970er Jahre bekam er seine ersten Filmrollen und spielte von da an nur noch in Filmen mit. Zu seinen ersten Rollen gehörte die des Killers Willie Cicci in den ersten beiden Teilen des Paten unter der Regie von Francis Ford Coppola. Bevorzugt spielte er dunkle Rollen, wie den Mafioso oder den Killer in einigen Horrorfilmen.
1980 war er als Hauptdarsteller und Drehbuchautor an dem Horrorfilm Maniac beteiligt. Bis auf den Kurzfilm Maniac 2: Mr. Robbie aus dem Jahr 1986 blieb dies Spinells einzige Arbeit als Drehbuchautor. 2012 entstand auf Grundlage des Films die Neuverfilmung Alexandre Ajas Maniac.
Zu Spinells Interessen gehörte auch das Zeichnen. Einige seiner Bilder wurden im Museum of Modern Art ausgestellt.

## Filmografie (Auswahl)
- 1972: Der Pate (The Godfather)
- 1973: Treffpunkt Central Park (Cops and Robbers)
- 1973: Die Seven-Ups (The Seven-Ups)
- 1974: Der Pate – Teil II (The Godfather: Part II)
- 1975: Rancho Deluxe
- 1975: Fahr zur Hölle, Liebling (Farewell, My Lovely)
- 1976: Taxi Driver
- 1976: Mr. Universum (Stay Hungry)
- 1976: Rocky
- 1978: Das Recht bin ich (The One Man Jury)
- 1978: Star Crash – Sterne im Duell (Starcrash)
- 1978: Vorhof zum Paradies (Paradise Alley)
- 1978: Tag der Entscheidung (Big Wednesday)
- 1979: Rocky II
- 1980: Maniac
- 1980: Brubaker
- 1980: Cruising
- 1980: Die erste Todsünde (The First Deadly Sin)
- 1981: Nachtfalken (Nighthawks)
- 1982: Love to Kill (The Last Horror Film)
- 1982: Monsignor
- 1982: Nightshift – Das Leichenhaus flippt völlig aus (Night Shift)
- 1983: Chicago Cop (The Big Score)
- 1983: Eureka
- 1985: The Hard Way (Walking the Edge)
- 1986–1987: Nachtstreife (Fernsehserie, 3 Folgen)
- 1987: Jack, der Aufreißer (The Pick-up Artist)
- 1988: Die Mafiosi-Braut (Married to the Mob)
- 1988: Das Leichenhaus des Grauens (The Undertaker)